# Micrulia eurotosoma
Micrulia eurotosoma är en fjärilsart som beskrevs av George Francis Hampson 1903. Micrulia eurotosoma ingår i släktet Micrulia och familjen mätare. Inga underarter finns listade i Catalogue of Life.